# Foulness
Foulness (ang. Foulness Island) – wyspa w południowo-wschodniej Anglii, w hrabstwie Essex, w dystrykcie Rochford, położona u wybrzeża Morza Północnego, od stałego lądu oddzielona rzekami Crouch, Roach i kilkoma mniejszymi cieśninami.
Wyspa ma powierzchnię 29,30 km². W 2011 roku liczyła 151 mieszkańców. Na wschód od wyspy rozciąga się równina błotna Maplin Sands, która wraz z Foulness stanowi ostoję ptactwa. 
Wyspa znajduje się w posiadaniu brytyjskiego Ministerstwa Obrony. Od XIX wieku wykorzystywana jest jako poligon doświadczalny. Wstęp na wyspę dla osób postronnych podlega ograniczeniom. 